# Stefanie Peyk
Stefanie Peyk ist eine deutsche Hörfunkjournalistin. 
Peyk arbeitet seit 2000 als Redakteurin beim Südwestrundfunk (SWR) in der Redaktion Umwelt und Ernährung. Schwerpunkt ihrer Arbeit sind Beiträge zu Kultur- und Wissensthemen für das Hörfunkprogramm SWR Kultur. 2004 erhielt sie den Umweltmedienpreis der Deutschen Umwelthilfe (DUH) in der Kategorie Hörfunk. Peyk lebt in Stuttgart.